# Hugo Alpen

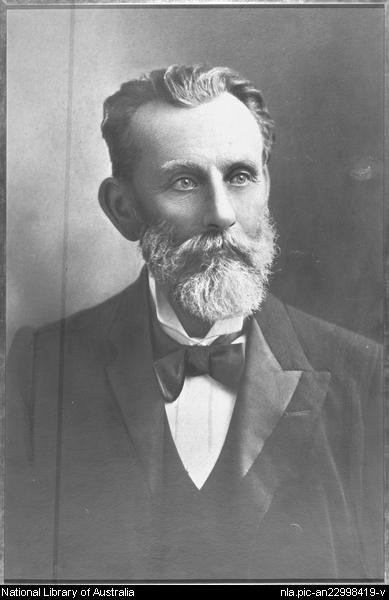
Hugo Alpen, 1890er Jahre

Hugo Alpen (* 26. Oktober 1842 in Kellinghusen, Schleswig-Holstein; † 20. Juni 1917 in der Vorstadt Strathford von Sydney in Australien) war ein deutsch-australischer Komponist, Chorleiter und Gesangslehrer, der im Alter von 16 Jahren nach Australien auswanderte.

## Leben
Über das frühe Leben von Hugo Alpen ist wenig bekannt. Er erhielt seinen Musikunterricht vermutlich von seinem Vater, der Leiter einer lokalen Liedertafel war, ein Männergesangsverein. Später nahm er Unterricht bei Jacques Schmidt, ein gefeierter Musikpädagoge in jener Zeit, bevor er nach Australien auswanderte.
In Australien nahm er Musikunterricht bei Charles Horsley und verbrachte mehrere Jahre in Melbourne in Victoria. 1862 wurde er in Tumut in New South Wales zum Direktor der Vocal Philharmonic Society ernannt und ging ab 1865 nach Albury in New South Wales. 1880 erreichte er Sydney und arbeitete als Meistersinger im neugegründeten Department of Public Instruction, wo er Gesangslehrer ausbildete und an den öffentlichen Schulen Fort Street und Hurlstone unterrichtete. 1884 wurde er zum Superintendenten des Music Departments befördert. Alpen setzte sich engagiert für die Methoden des modernen Gesangsunterrichts für Schulkinder und Kinder ein, wobei der das Hören und das Vom-Blatt-Singen als Lernmethode präferierte. Er veröffentlichte 1897 ein Traktat Practical Hints for the Teaching of Vocal Music in Public Schools.
In den frühen Vorstufen heutiger Schulaufführungen in Australien, dirigierte Alpen massenhaft Schülerchöre in der Form von Gala-Aufführungen, meist mit seinen eigenen Kompositionen. Seine Commemoration Ode aus dem Jahr 1899 führte er anlässlich des Jubiläums der Fort Street School auf. Er zelebrierte am 1. Januar 1901 die Inauguration of the Commonwealth in Centennial Park und unterwies 10.000 Schulkinder anlässlich einer Aufführung seines Werks Federated Australia.